# Verner von Heidenstam

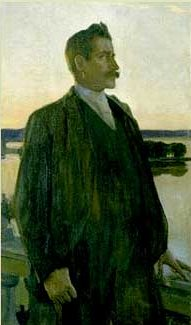
Verner von Heidenstam, obraz Oscara Björcka, 1900.

Carl Gustaf Verner von Heidenstam (ur. 6 lipca 1859 w Olshammar w gminie Askersund, zm. 20 maja 1940 na dworze Övralid w gminie Motala) – szwedzki poeta i prozaik, laureat Nagrody Nobla w dziedzinie literatury w 1916.
Verner von Heidenstam urodził się jako potomek starej szlacheckiej rodziny w Olshammar w regionie Örebro w 1859. Studiował malarstwo w Paryżu i Rzymie. Po zakończeniu studiów udał się w dłuższą podróż w celu poznania świata. Wyprawa ta obejmowała oprócz typowych celów we Francji i Włoszech także Szwajcarię i kraje Europy Wschodniej.
W 1912 został wybrany na członka Akademii Szwedzkiej. Był też jednym z założycieli szwedzkiego dziennika „Svenska Dagbladet”.
W 1916 Heidenstam otrzymał Nagrodę Nobla w dziedzinie literatury „w uznaniu jego znaczenia jako wiodącego reprezentanta nowej ery w literaturze”. Na uznanie to zasłużył on przede wszystkim swoim cyklem epickim Karolińczycy z lat 1897–1898.
Swoimi utworami literackimi Verner von Heidenstam wpłynął na rozwój szwedzkiego neoromantyzmu. Później jednak wrócił do tematów historycznych.
W 1938 Heidenstam stał się laureatem jeszcze jednej nagrody – Henrik Steffens-priset.
Verner von Heidenstam zmarł w 1940 na dworze Övralid. Co roku w rocznicę urodzin Heidenstama w Övralid przyznawane są nagrody pisarkom, pisarzom lub innym osobowościom świata kultury.

## Twórczość
- Vallfart och vandringsår (1888)
- Renässans (1889)
- Pepitas bröllop (1890)
- Hans Alienus (szw. Hans Alienus, 1892)
  - „Pilgrimens julsång”
- Dikter (1895)
  - „Tiveden”
  - „Den nioåriga freden”
  - „Sånger i kyrktornet”
- Karolińczycy (szw. Karolinerna, 1897–1898)
- Ett folk (1899)
  - „Sverige”
  - „Medborgarsång”
- Heliga Birgittas pilgrimsfärd
- Folkungaträdet (1905)
- Bjälboarvet (1907)
- Nya Dikter (1915)
- När kastanjerna blommade (1941; pośmiertnie)